# Storm the Sorrow
Storm the Sorrow è un singolo del gruppo musicale olandese Epica, pubblicato il 2 febbraio 2012 come unico estratto dal quinto album in studio Requiem for the Indifferent.

## Descrizione
Terza traccia dell'album, il brano era originariamente intitolato Signature a causa della ritmica dei versi basata su un tempo del bassista Yves Huts e tratta del criticismo e della sua gestione in ogni momento. In particolare, la cantante Simone Simons, autrice del testo, ha descritto in maniera dettagliata il significato attraverso il suo blog:

## Video musicale
Il videoclip, diretto da Kunstoff e girato in due giorni ad Amsterdam nella metà di febbraio 2012, è stato pubblicato il 24 aprile dello stesso anno attraverso il canale YouTube della Nuclear Blast.

## Tracce
Download digitale
1. Storm the Sorrow – 5:12

CD promozionale (Germania)
1. Storm the Sorrow (Radio Edit) – 3:37